# We Are in Love
We Are In Love (chino: 我们相爱吧), es un programa de variedades de China transmitido del 19 de abril de 2015 hasta el 5 de junio del 2016.
La serie es un spin-off del popular programa de variedades coreano We Got Married.

## Elenco

### Parejas

#### Temporada (2017)
| Artistas                | Ocupación | Episodios | Notas |
| ----------------------- | --------- | --------- | ----- |
| Zheng Kai Cheng Xiaoyue | Actor -   | -         | -     |

#### Segunda temporada (2016)
| Artistas               | Ocupación                           | Episodios | Notas |
| ---------------------- | ----------------------------------- | --------- | ----- |
| Chen Bolin Song Ji-hyo | Actor Taiwanés Actriz Surcoreana    | 12        | -     |
| Shawn Yue Zhou Dongyu  | Actor Hongkonés Actriz China        | -         | -     |
| Wei Daxun Li Qin       | Actor Chino Actriz y Cantante China | -         | -     |

#### Primera temporada (2015)
| Artistas                   | Ocupación                           | Episodios | Notas |
| -------------------------- | ----------------------------------- | --------- | ----- |
| Qiao Renliang Xu Lu (徐璐) | Actor y Cantante Chino Actriz China | -         | -     |
| Siwon Liu Wen              | Cantante Surcoreano Modelo China    | 12        | -     |
| Ren Zhong Ruby Lin         | Actor Chino Actriz Taiwanesa        | -         | -     |

### Invitados

#### Segunda temporada (2016)
| Artistas         | Ocupación | Episodios | Notas                          |
| ---------------- | --------- | --------- | ------------------------------ |
| Cheon Seong-moon | Actor     | -         | (hermano menor de Song Ji-hyo) |

## Episodios
El programa tiene el mismo formato básico del programa We Got Married, excepto que las parejas no están "casados", sino que tienen "citas". Este cambio se realizó para presentar una historia más realista en el que parejas primero deben ser experimentar el amor para llegar al "matrimonio" y luego se casan.
- La primera temporada fue transmitida del 19 de abril del 2015 hasta el 17 de junio del mismo año.
- Mientras que la segunda temporada fue emitida del 20 de marzo del 2016 hasta el 5 de junio del mismo año.

## Música
| Año  | Intérprete  | Canción                     | Notas |
| ---- | ----------- | --------------------------- | ----- |
| 2017 | Zhou Dongyu | Imperfect Girl (不完美女孩) |       |